# 생금집
생금집은 대한민국 경기도 시흥시 죽율동에 있다. 1994년 10월 20일 시흥시의 향토유적 제7호로 지정되었다.

## 개요
경기 서부 해안지역 중농의 전형적인 전통가옥이다.